# Secretaria d'Estat de Telecomunicacions i Infraestructures Digitals
La Secretaria d'Estat de Telecomunicacions i Infraestructures Digitals (SETELECO) d'Espanya és un òrgan depenent del Ministeri de Transformació Digital que assumeix funcions relatives a la política d'impuls al sector de les telecomunicacions, dels serveis de comunicació audiovisual, el desplegament d'infraestructures i serveis per a garantir la connectivitat dels ciutadans i empreses i per impulsar la productivitat i el creixement econòmic.
Les seves funcions són el de foment i regulació del sector de les telecomunicacions i la comunicació audiovisual, la interlocució amb els sectors professionals, industrials i acadèmics i la coordinació o cooperació interministerial i amb altres Administracions Públiques respecte a aquestes matèries, sense perjudici de les competències atribuïdes a altres departaments ministerials, en particular al Ministeri de Cultura i Esport, i a la CNMC.

## Llista de Secretaris d'Estat
- Baudilio Tomé Muguruza (2000-2002)
- Carlos López Blanco (2002-2004)
- Francisco Ros Perán (2004-2010)
- Bernardo Lorenzo Almendros (2010-2011)
- Juan Junquera Temprano (maig-desembre de 2011)
- Víctor Calvo-Sotelo (2011-2016)
- José María Lasalle (2016-2018)[2]
- Francisco de Paula Polo Llavata (2018-2020)[3]
- Roberto Sánchez Sánchez (2020-2022)[4]
- María González Veracruz (2022-avui)[5]